# Федосієвка (Аулієкольський район)
Федосі́євка (каз. Федосеев) — село у складі Аулієкольського району Костанайської області Казахстану. Входить до складу Суликольського сільського округу.
Населення — 247 осіб (2021; 545 у 2009, 688 у 1999, 872 у 1989).